# Salix rhamnifolia
Salix rhamnifolia är en videväxtart. Salix rhamnifolia ingår i släktet viden, och familjen videväxter.

## Underarter
Arten delas in i följande underarter:
- S. r. rhamnifolia
- S. r. turuchanensis